# Mestre artesão

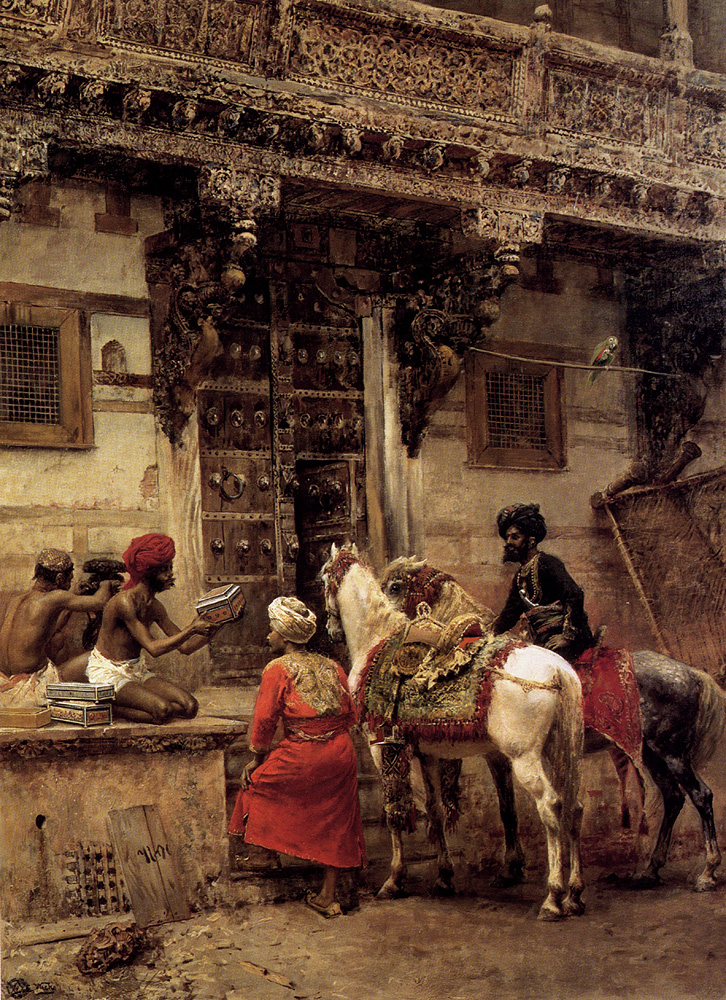
Artesão vendendo caixas em um edifício de madeira de teca Ahmedabad, por Edwin Lord Weeks

Historicamente, um mestre artesão ou mestre comerciante (às vezes chamado apenas de mestre ou grande mestre) era membro de uma guilda. O título sobrevive como a mais alta qualificação profissional nas indústrias artesanais.
No sistema de guildas europeu, apenas mestres e jornaleiros podiam ser membros da guilda. Um aspirante a mestre teria que passar pela cadeia de carreira de aprendiz a jornaleiro antes de poder ser eleito para se tornar um mestre artesão. Ele então teria que produzir uma quantia em dinheiro e uma obra-prima antes de poder realmente ingressar na guilda. Se a obra-prima não fosse aceita pelos mestres, ele não teria permissão para ingressar na guilda e possivelmente permaneceria como jornaleiro pelo resto da vida.

## História
Um artesão era aquele que fazia coisas ou prestava serviços. O mestre artesão era o superior, o artesão especialista era chamado de ustad e o aprendiz era chamado de shagird na Índia medieval. O grão-vizir do imperador mogol Akbar discutiu seu status social e importância nos karkhanas.   

## Atualmente

### Alemanha

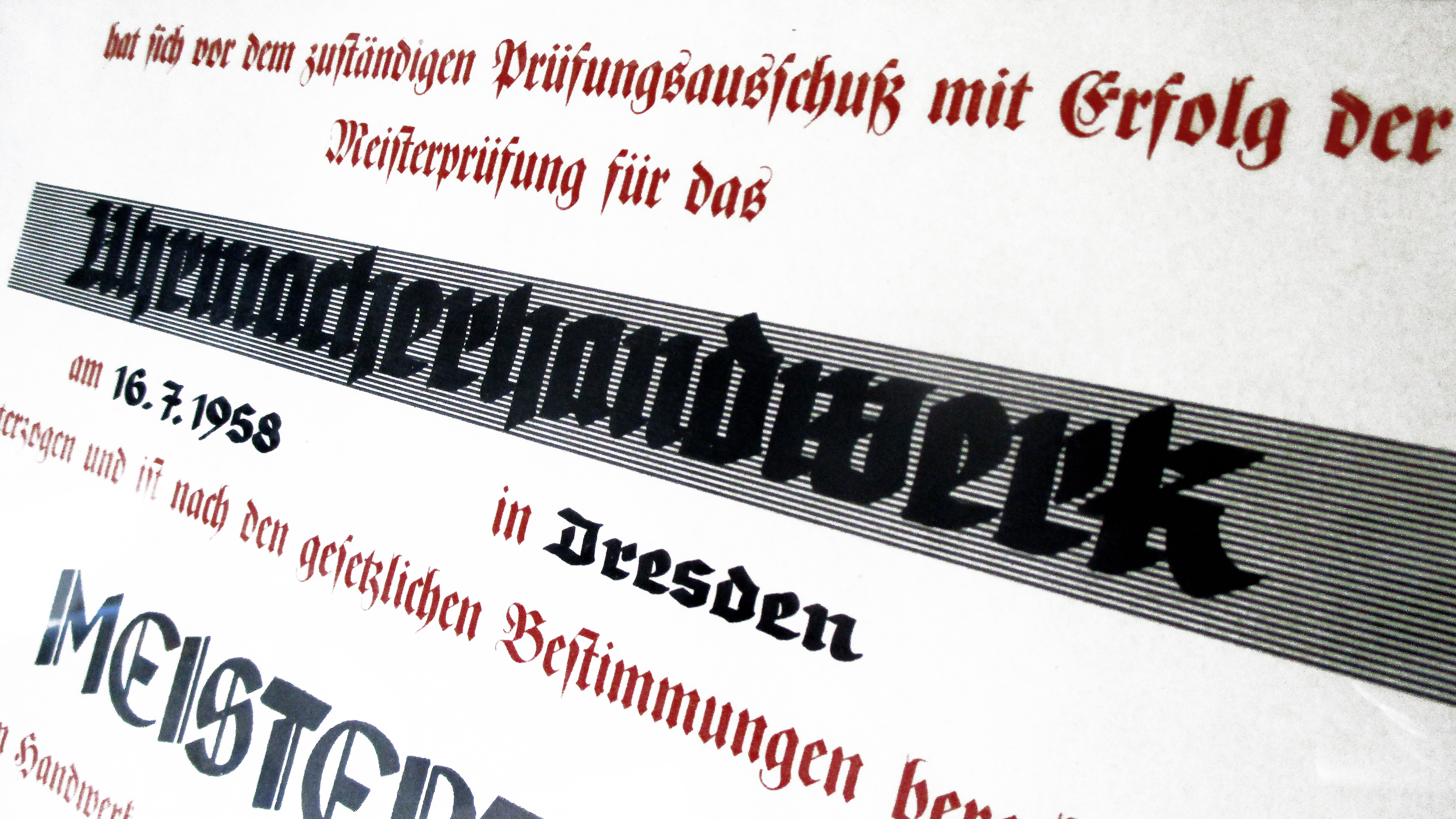
Certificado de mestre artesão – Handwerkskammer Dresden – 16.7.1958

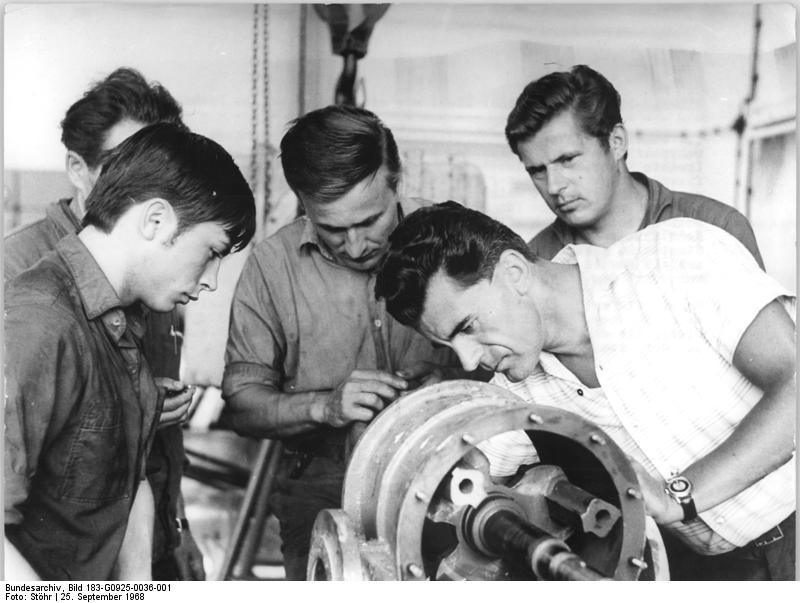
Um mestre discute um compressor a vácuo com seu aprendiz e vários outros artesãos

Na Alemanha, o mestre artesão (Meister) é a mais alta qualificação profissional em artesanato e é uma nota aprovada pelo Estado. A certificação é chamada Meisterbrief. A qualificação inclui formação teórica e prática no ofício, bem como formação empresarial e jurídica. Além disso, implica a qualificação para formar aprendizes. Estas qualificações preparam o Meister para gerir o seu próprio negócio ou, alternativamente, para cargos superiores numa empresa. O status de mestres artesãos é regulamentado pelo Gesetz zur Ordnung des Handwerks alemão (Código de Regulamentação de Artesanato e Comércio).
As guildas foram abolidas na Alemanha, mas as categorias de aprendiz (Lehrling), jornaleiro (Geselle) e mestre artesão foram mantidas mesmo nos tempos modernos. Para o artesanato relevante na segurança como eletricistas e limpadores de chaminés, qualquer negócio do ramo deve ser administrado por um mestre artesão ou contratar pelo menos um mestre.
Os profissionais e mestres artesãos são, por lei, automaticamente membros da sua câmara regional de artesanato (Handwerkskammer), que é um órgão público autônomo. A câmara organiza a formação profissional e supervisiona o exame dos jornaleiros e mestres.
Para se tornar um mestre artesão, normalmente é necessário ter concluído a formação profissional no ofício em que o exame será realizado, culminando em um exame final denominado Gesellenprüfung (exame de jornaleiro). Cumpridos esses requisitos, o candidato poderá realizar cursos para o Meisterprüfung (exame de mestre artesão). A duração dos cursos é de 1 a 4 anos dependendo do ofício e do Curso. O exame inclui partes teóricas, práticas e orais e dura de 5 a 7 dias (dependendo do ofício). Em alguns ofícios, a criação de uma obra-prima também faz parte do exame.
O Meister alemão qualifica o titular para estudar para um diploma de bacharel na universidade, independentemente de o Meister possuir qualificação regular de ingresso na universidade ou não.De acordo com o Quadro Alemão de Qualificações, o Meisterbrief está no mesmo nível de um bacharelado, embora não seja um diploma acadêmico e, portanto, não seja diretamente comparável.

### Reino Unido
Esta tradição tem origem na Europa Medieval. As primeiras guildas eram guildas "frith" ou "paz" - grupos unidos para proteção mútua após a ruptura dos kins, que eram grupos relacionados por laços de sangue.
As guildas mercantis — associações de comércio internacional — foram poderosas nos séculos XII e XIII, mas perderam a sua ascendência com o surgimento das guildas artesanais — associações de mestres artesãos, jornaleiros, aprendizes e os vários ofícios ligados a um determinado ofício.
O College of Arms de Londres concedeu o brasão da The Guild of Master Craftsmen em 1992, após quatro anos de avaliação. Projetado pelo especialista heráldico Peter Greenhill para refletir as muitas categorias de membros da guilda, ele apresenta: três escudos para representar artistas, pintores e manchadores; um par de bússolas abertas em chevron para edifício, construção e carpinteiros ; uma cauda de andorinha (separando o terço superior do escudo do resto) para representar marcenaria, trabalho em madeira e a junta de madeira; e um martelo e cinzel para pedreiros de alvenaria e pedreiros de pedra. A fortaleza ao sul do Castelo de Lewes, com vista para a sede da guilda, aparece acima do capacete como o brasão.

### Estados Unidos
Embora na maioria das vezes não existam guildas como tais, muitos ofícios continuam o modelo aprendiz-jornalista-mestre: carpinteiros, eletricistas e encanadores são exemplos notáveis.